# District de Kolhapur
Le district de Kolhapur est un district de la Division de Pune du Maharashtra.

## Description
Son chef-lieu est la ville de Kolhapur. Au recensement de 2011, sa population était de 3 876 001 habitants.